# Boomslang
De boomslang (Dispholidus typus) is een slang uit de familie toornslangachtigen (Colubridae) en de onderfamilie Colubrinae. De slang leeft in Afrika, bezuiden de Sahara.

## Naam en indeling
De wetenschappelijke naam van de soort werd voor het eerst voorgesteld door Andrew Smith in 1829. Het is de enige soort uit het monotypische geslacht Dispholidus. Oorspronkelijk werd de wetenschappelijke naam Bucephalus typus gebruikt. De naam boomslang stamt uit het Afrikaans en wordt in de meeste Europese talen gebruikt - in Zuid-Afrika met de uitspraak 'boemslang'.

### Ondersoorten
Er worden drie ondersoorten erkend, welke onderstaand zijn weergegeven met de auteur en het verspreidingsgebied.
| Naam                        | Auteur        | Verspreidingsgebied                               |
| --------------------------- | ------------- | ------------------------------------------------- |
| Dispholidus typus kivuensis | Laurent, 1955 | Zambia, Rwanda, Kenia, Oeganda                    |
| Dispholidus typus punctatus | Laurent, 1955 | Angola, Congo-Kinshasa, Zambia, Congo-Brazzaville |
| Dispholidus typus typus     | Smith, 1829   | De rest van het verspreidingsgebied               |

## Verspreiding en habitat
De boomslang komt voor in delen van Afrika en leeft in de landen Namibië, Botswana, Zimbabwe, Zuid-Afrika, Swaziland, Mozambique, Nigeria, Kameroen, Centraal-Afrikaanse Republiek, Congo-Kinshasa, Oeganda, Burundi, Rwanda, Malawi, Kenia, Tanzania, Congo-Brazzaville, Angola, Zambia, Senegal, Eritrea, Ethiopië, Somalië, Mali, Ivoorkust, Gambia, Benin, Togo, Sierra Leone, Guinee, Liberia, Ghana en Burkina Faso.
De habitat bestaat uit halfwoestijnen, bossen en savannen, de soort is aangetroffen van zeeniveau tot op een hoogte van ongeveer 2200 meter boven zeeniveau.

## Uiterlijke kenmerken
De boomslang heeft een relatief korte kop en zeer grote ogen. Boomslangen zijn verschillend ten opzichte van vele andere slangen, in zoverre dat zij seksueel dimorf zijn; de wijfjes behouden de kleurloos, bruin-grijze kleur die voor jonge boomslangen kenmerkend is. De mannetjes daarentegen zijn heldergroen en lijken sterk op de oostelijke groene mamba (Dendroaspis viridis), een andere Afrikaanse gifslangensoort. De lengte van een volwassen boomslang is maximaal ongeveer twee meter. De schubben op de rugzijde zijn sterk gekield, ze zijn voorzien van opstaande randen.

## Levenswijze
Boomslangen zijn voornamelijk arboreaal of boombewonend; ze leven in bomen en ze kunnen zich hier zeer snel tussen de takken bewegen. In tegenstelling tot de meeste andere slangen planten ze zich voort in bomen. De vrouwtjes zijn ovipaar en zetten eieren af. Het voedsel omvat vooral boombewonende hagedissen zoals agamen en kameleons, andere boombewonende hagedissen en kikkers. Zo nu en dan worden andere dieren gegeten, zoals vogels en eieren van nestelende vogels die zij geheel doorslikken, zonder deze eerst in stukken te breken.

## Giftigheid
De meeste leden van de familie van gladde slangen (Colubridae) zijn onschadelijk of hebben een relatief zwak gif. De boomslang heeft echter een zeer krachtig gif dat hij aflevert middels grote, diep gegroefde hoektanden, die net als bij de meeste andere giftige gladde slangen aan het achterste deel van de kaak zijn bevestigd. Dit type gifapparaat wordt ophistoglyf genoemd. De boomslang is een van de gevaarlijkste van de slangen met deze methode van het toedienen van gif.
De beet van een boomslang kan dodelijk zijn voor mensen en is als zodanig gemeld in tegenstelling tot beten van adders. In 1957 stierf de bekende herpetoloog Karl Schmidt na te zijn gebeten door een boomslang. D.S. Chapman verklaart dat er tussen 1919 en 1962 acht gevallen van beten door boomslangen hebben plaatsgevonden, waarvan er uiteindelijk twee fataal afliepen.
Het South African Vaccine Producers (vroeger Zuid-Afrikaans Instituut voor Medisch Onderzoek) vervaardigt een antiserum voor boomslanggif. Het gif van de boomslang is een hemotoxine. Dit betekent dat het gif de hemoglobine in de rode bloedcellen afbreekt en daarmee het bloed van het slachtoffer vernietigt. Het gif van een boomslang maakt het stollingsproces van het bloed onklaar met als gevolg dat het slachtoffer vaak sterft aan talrijke interne en externe bloedingen. Tegengif is echter niet altijd beschikbaar, omdat een beet van de slang zeldzaam is.
Andere symptomen zijn hoofdpijn, misselijkheid, slapeloosheid en geestelijke stoornissen. De symptomen openbaren zich pas vele uren na de beet. Aan één kant geeft dit tijd om een antiserum te regelen, maar aan de andere kant loopt men het het gevaar dat de beet over het hoofd wordt gezien, vooral omdat net als bij andere slangen met achter-giftanden elke beet niet altijd eindigt met het inspuiten van het gif.
Een volwassen slang heeft vier tot acht milligram gif; een dosis van vijf milligram schijnt voldoende te zijn om een mens te doden. Een boomslang is een schuchtere slang, zodat beten praktisch gezien slechts voorkomen als men probeert een slang te vangen of te doden.

## Trivia
Een verpulverde huid van een boomslang is een van de ingrediënten in J.K. Rowlings boek Harry Potter en de Geheime Kamer om wisseldrank te maken.
Het vergif van de boomslang komt ook voor in de Agatha Christie thriller Dood in de Wolken (Engels: Death in the Clouds) met in de hoofdrol de beroemde detective Hercule Poirot.
Het bedrijf Razer gebruikt namen van gifslangen voor zijn computermuizen. De Razer Boomslang was de eerste muis die door Razer werd vervaardigd en opnieuw uitgebracht werd (en sindsdien beëindigd) door BFG Technologies. Andere slangennamen die voor de computermuisreeks worden gebruikt zijn Viper, Diamondback en Copperhead.